# الدائرة بين الشخصية

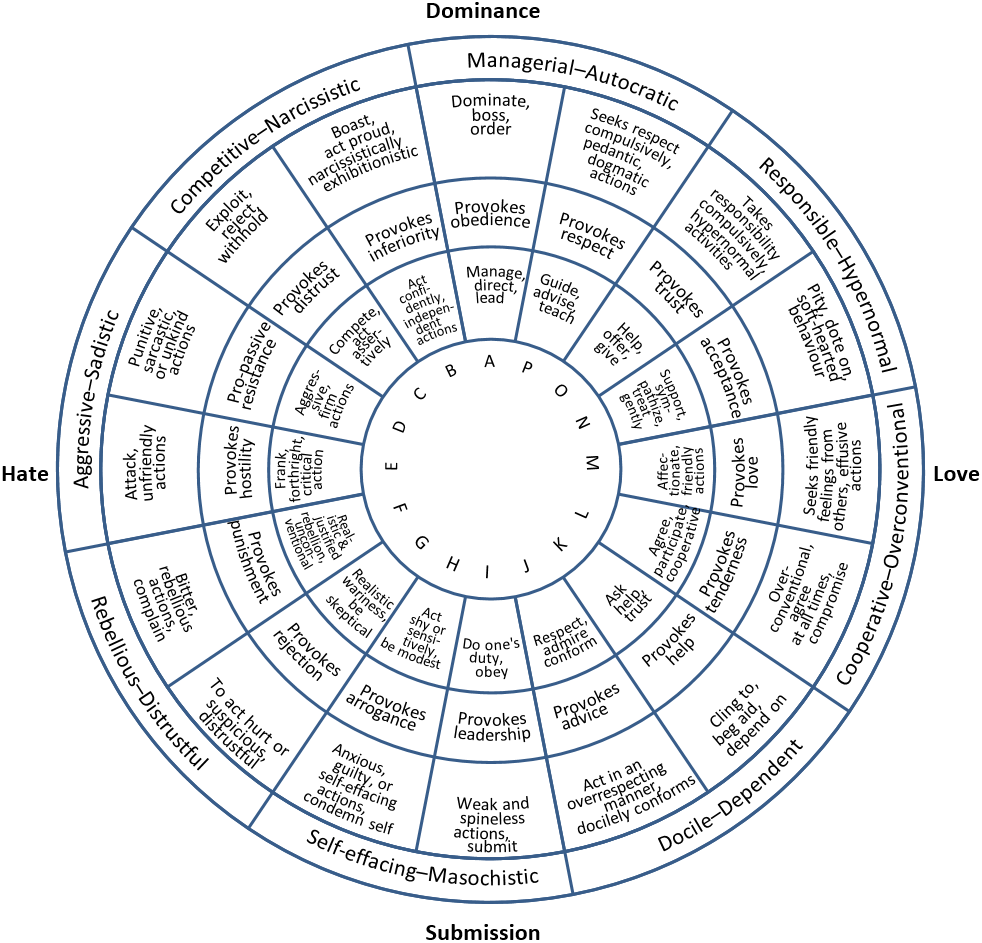

الدائرة بين الشخصية، هي نموذج متمحور حول تصور وتنظيم وتقييم السلوك والسمات والدوافع بين الشخصية. تُعرّف الدائرة بين الشخصية من خلال محورين متعامدين: المحور الرأسي (للحالة، أو الهيمنة، أو القوة، أو الطموح، أو الحزم، أو التحكم) والمحور الأفقي (للتوافق، أو الرحمة، أو الرعاية، أو التضامن، أو الود، أو الحميمية، أو الانتماء، أو الحب). أصبح تعريف المحاور الرأسية والأفقية خلال السنوات الأخيرة مرتبطاً بالتركيبات الشاملة للقوة والمشاركة. وبذلك، يُمكن اعتبار كل نقطة في مجال الدائرة بين الشخصية بمثابة مزيج موزون بين القوة والمشاركة.

## السمات الخاصة
ينطوي وجود شخص ما بالقرب من أحد أقطاب المحورين على تمكن هذا الشخص من نقل رسائل واضحة أو قوية (أي رسائل تتسم بالحميمية أو العداء، أو بالهيمنة أو الخضوع). وفي المقابل، يشير وجود شخص ما في منتصف بعد القوة إلى أنه لا ينقل أي رسائل تتسم بالهيمنة أو الخضوع (ولا يجذب أي هيمنة أو خضوع من الآخرين). وبالمثل، يشير وجود شخص ما في منتصف بعد المشاركة إلى أنه لا ينقل أي رسائل تتسم بالحميمية أو العداء (ولا يجذب أي حميمية أو عداء من الآخرين).
تُقسّم الدائرة بين الشخصية إلى قطاعات شاملة (أي أربع قطاعات) أو قطع دائرية محدودة (أي ستة عشر قطعة دائرية)، لكن يجري تقسيم معظم الدوائر بين الشخصية حاليًا إلى أثمان. يعكس كل ثمن من هذه الأثمان مزيجًا مطردًا من البعدين المحوريين.
يوجد مجموعة متنوعة من الاختبارات النفسية المصممة لقياس الأثمان في الدائرة بين الشخصية. على سبيل المثال، يُعتبر مقياس الصفات الشخصية («آي. إيه. إس.»، ويغينز، 1995) بمثابة مقياس للسمات بين الشخصية المرتبطة بكل ثمن في الدائرة بين الشخصية. تُعتبر قائمة المشكلات بين الشخصية («آي. آي. بّي.»، هوروفيتس، آلدين، ويغينز، وبينكوس، 2000) بمثابة مقياس للمشكلات المرتبطة بكل ثمن في الدائرة بين الشخصية، بينما تُعتبر قائمة نقاط القوة بين الشخصية («آي. آي. إس.»، هاتشر، روجرز، 2009) بمثابة مقياس لنقاط القوة المرتبطة بكل ثمن في الدائرة بين الشخصية. يُعد المقياس الدائري للقيم بين الشخصية («سي. إس. آي. في.»، لوك، 2000) بمثابة مقياس مكون من 64 عنصر ومتخصص في القيمة التي يوليها الأفراد للتجارب بين الشخصية المرتبطة بكل ثمن في الدائرة بين الشخصية. علاوةً على ذلك، يُعتبر استبيان علاقة الشخص بالآخرين («بّي. آر. أو, كيو.») -يُسمى الإصدار الأحدث منه «بّي. آر. أو. كيو.3»- مقياسًا مكونًا من 48 عنصر، ووضعه الطبيب البريطاني جون بيرتشنيل. أخيرًا، تقيم دائرة- قائمة رسالة التأثير («آي. إم. آي.»، كيسلر، شميدت، فاغنر، 1997) التصرفات بين الشخصية للفرد المُستهدف، وذلك من خلال تقييم المشاعر والأفكار والسلوكيات التي يثيرها هذا الشخص في شخص آخر وليس من خلال استجواب الفرد المُستهدف بصورة مباشرة. تُعد التصرفات بين الشخصية بمثابة سمات رئيسية لمعظم اضطرابات الشخصية، لذا يُمكن اعتبار مقاييس الدائرة بين الشخصية بمثابة أدوات مهمة في عملية تحديد اضطرابات الشخصية أو تمييزها (كيسلر، 1996، ليري، 1957، لوك، 2006).